# ألنهايم (ساسكاتشوان)
ألنهايم (بالإنجليزية: Annaheim, Saskatchewan)‏ هي قرية تقع في كندا في ساسكاتشوان. يقدر عدد سكانها بـ 218 نسمة .